# Homorthodes gigantoides
Homorthodes gigantoides là một loài bướm đêm trong họ Noctuidae.